# Rozália Harciniková
Rozália Harciniková (7. dubna 1943 – 29. prosince 1979) byla slovenská a československá politička a bezpartijní poslankyně Sněmovny lidu Federálního shromáždění za normalizace.

## Biografie
K roku 1976 se profesně uvádí jako dělnice. Ve volbách roku 1976 zasedla do Sněmovny lidu (volební obvod č. 165 – Čadca, Středoslovenský kraj). Ve Federálním shromáždění setrvala do své smrti roku 1979. Pak ji nahradila Mária Kontríková.